# Rio Aabach (Greifensee)

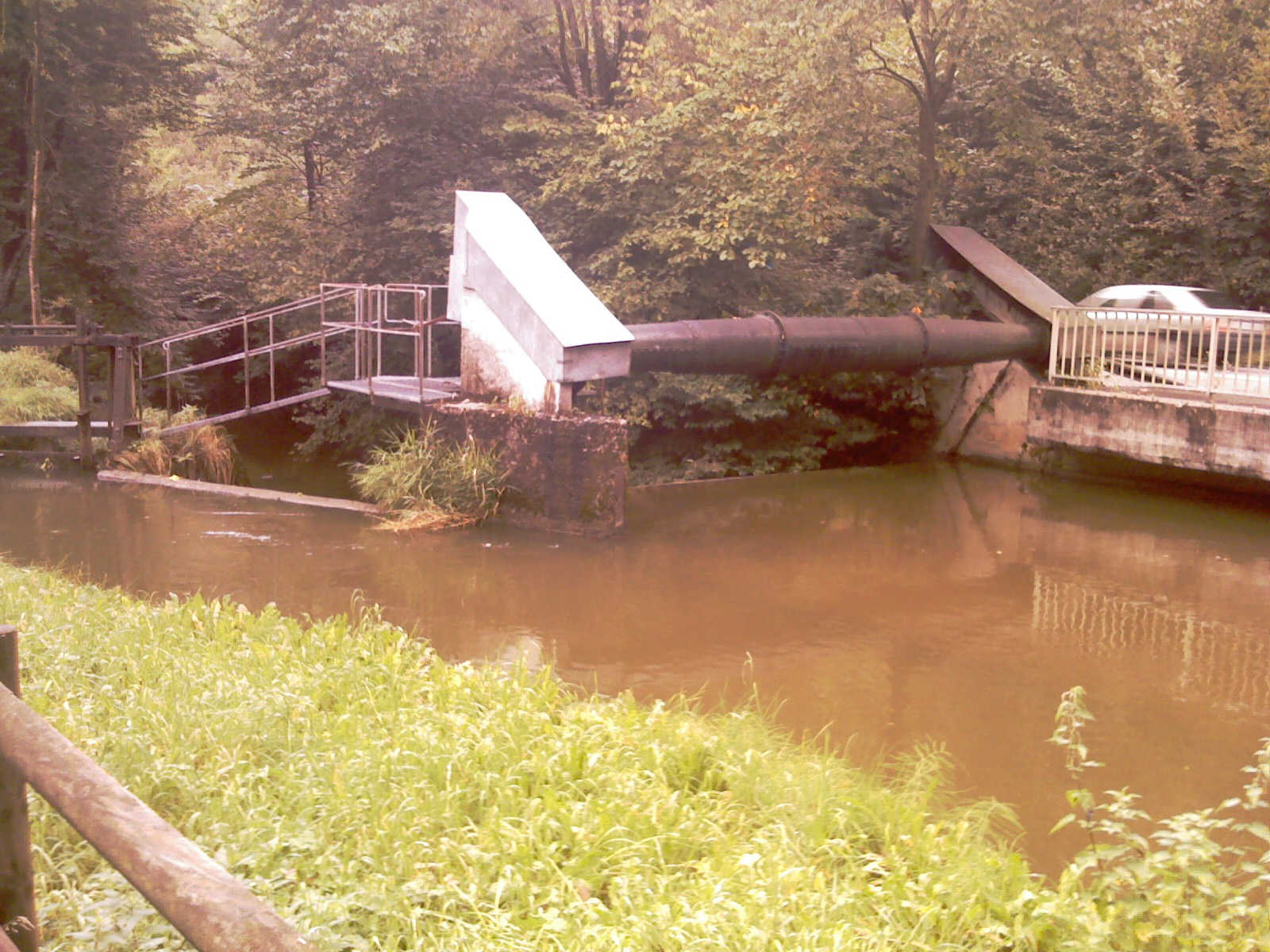

O rio Aabach é um pequeno rio não navegável no Cantão de Zurique na Suíça. O rio tem 10,2 km de extensão, desaguando no lago Greifensee. Sua nascente localiza-se a uma altitude de 520 m perto de Uster, passando no seu caminho em direção nordeste as cidades Grüningen e Mönchaltorf.